# Carl van Dockum

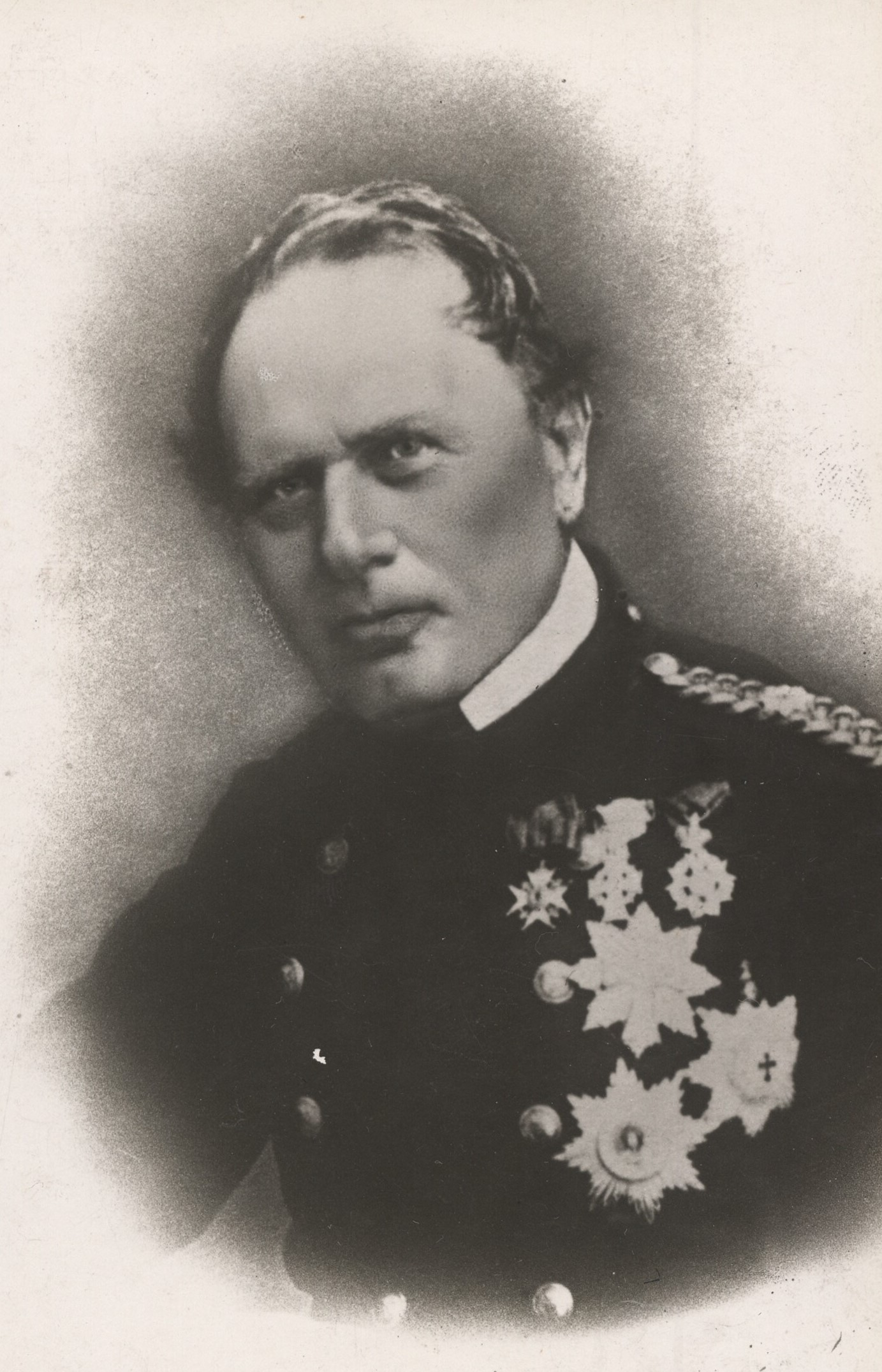
Carl van Dockum

Carl Edvard van Dockum (* 29. Februar 1804 (nach Kirchbucheintrag am 6. März) in Kopenhagen; † 29. Januar 1893  in Helsingør) war ein dänischer Seeoffizier und Marineminister.

## Leben
Van Dockums Vater war der Seeoffizier, zuletzt Vizeadmiral, Jost van Dockum (1753–1834), seine Mutter war dessen Gattin Suzanne C. van Dockum, geb. Holm (1755–1844). Am 11. April 1840 heiratete van Dockum in Kopenhagen Louise Sophie Caroline Bauditz (1809–1878), Tochter des Heeresoffiziers, zuletzt Generalmajors, Christian Fürchtegott Bauditz (1778–1849) und dessen Gattin Caroline Bauditz, geb. Holm (1787–1863).
1810 kam van Dockum mit seinem Vater nach Antwerpen und blieb dann noch einige Jahre in Frankreich. 1813 kam er zurück nach Dänemark und wurde 1815 Kadett, 1821 Sekondeleutnant, dekoriert mit der Gerners Medalje und dem Kongens Æressabel. 1822 bis 1823 war er mit der Korvette Najaden in Dänisch-Westindien und diente danach in der französischen Marine. 1840 wurde van Dockum Kapitänleutnant, 1847 Kapitän. Am 23. Oktober 1848 war van Dockum Mitglied der Verfassungsgebenden Reichsversammlung (Den Grundlovgivende Rigsforsamling). Am 25. November 1850 trat er dem Kabinett Moltke II als Marineminister bei und löste damit Kapitän Carl Irminger ab. Diesen Posten behielt er auch in den Kabinetten Moltke III und IV bis zum 27. Januar 1852 bei. Sein Nachfolger wurde Steen Andersen Bille. 1852 wurde van Dockum kommandørkaptajn (etwa Fregattenkapitän). 1863 bekam er den Posten des Flotteninspekteurs übertragen. Van Dockum trat am 17. August 1866 ins Kabinett Frijs als Marineminister ein, geriet allerdings mit Kriegsminister Waldemar Raasløff an vielen Punkten in Streit und trat deswegen am 1. November 1867 zurück, etwa zwei Jahre später übernahm Raasløff auch den Posten des Marineministers. 1868 wurde van Dockum kommandør (etwa Kapitän zur See) und im selben Jahre Admiral.

## Auszeichnungen
1823 wurde van Dockum zum Kammerjunker, 1851 zum Kammerherrn ernannt. 1843 wurde er zum Ritter des Dannebrogordens ernannt, 1848 wurde er Dannebrogsmann, 1853 Kommandeur des Dannebrogordens und 1860 bekam er das Großkreuz verliehen.